# Torneo Femenino Clausura 2003 (Argentina)
El Torneo Femenino Clausura 2003 fue la decimocuarta edición del Campeonato Femenino de Fútbol organizado por la Asociación del Fútbol Argentino. Participaron diez equipos y el campeón fue River Plate.

## Equipos participantes
| Equipo             | Ciudad          |
| ------------------ | --------------- |
| Banfield           | Lomas de Zamora |
| Estudiantes        | La Plata        |
| Gimnasia y Esgrima | La Plata        |
| Huracán            | Buenos Aires    |
| Independiente      | Avellaneda      |
| Los Andes          | Lomas de Zamora |
| Platense           | Vicente López   |
| River Plate        | Buenos Aires    |
| San Lorenzo        | Buenos Aires    |
| Sportivo Barracas  | Buenos Aires    |

## Sistema de disputa
El torneo se desarrolló según el sistema de todos contra todos, a una sola vuelta y disputándose en total nueve fechas.

## Tabla de posiciones
| Pos. | Equipo             | Pts. | PJ | PG | PE | PP | GF | GC | Dif. |
| ---- | ------------------ | ---- | -- | -- | -- | -- | -- | -- | ---- |
| 01.º | River Plate        | 27   | 9  | 9  | 0  | 0  | 62 | 5  | 57   |
| 02.º | Independiente      | 20   | 9  | 6  | 2  | 1  | 25 | 12 | 13   |
| 03.º | Banfield           | 18   | 9  | 5  | 3  | 1  | 35 | 12 | 23   |
| 04.º | Gimnasia y Esgrima | 15   | 9  | 4  | 3  | 2  | 29 | 11 | 18   |
| 05.º | San Lorenzo        | 14   | 9  | 4  | 2  | 3  | 21 | 20 | 1    |
| 06.º | Sportivo Barracas  | 11   | 8  | 3  | 2  | 3  | 14 | 14 | 0    |
| 07.º | Estudiantes        | 11   | 9  | 3  | 2  | 4  | 12 | 19 | −7   |
| 08.º | Platense           | 6    | 9  | 2  | 0  | 7  | 13 | 29 | −16  |
| 09.º | Huracán            | 3    | 9  | 1  | 0  | 8  | 10 | 44 | −34  |
| 10.º | Los Andes          | 0    | 8  | 0  | 0  | 8  | 0  | 55 | −55  |

|  | Campeón. |

## Resultados

### Fecha 1
|  | Independiente        | 2 - 2 | Banfield        |  |  |
|  | Blanco · Insaurralde |       | Marilina Videla |  |  |

|  | River Plate                                                | 12 - 0 | Huracán |  |  |
|  | Achaval · Peralta · Aradaiz · Bobeda · María Pía Gómez · - |        |         |  |  |

|  | Platense | 0 - 3 | Estudiantes |  |  |
|  |          |       | De Moura    |  |  |

|  | Los Andes | 0 - 8 | Gimnasia y Esgrima                          |  |  |
|  |           |       | Yesica Arrien · Rosas · G. Díaz · Gómez · - |  |  |

|  | San Lorenzo | 4 - 2 | Sportivo Barracas   |  |  |
|  | Braumwolls  |       | Connollhy · Mercado |  |  |

### Fecha 2
|  | San Lorenzo | 2 - 2 | Independiente          |  |  |
|  | Luna        |       | Paola Sergio · Sánchez |  |  |

|             | Sportivo Barracas | vs. | Los Andes |  |  |
| Postergado. |                   |     |           |  |  |

|  | Gimnasia y Esgrima                                  | 6 - 0   | Platense |  |  |
|  | Ramos Díaz · Quarracino · Díaz · González · Zuluaga | Reporte |          |  |  |

|  | Estudiantes | 0 - 6   | River Plate                          |  |  |
|  |             | Reporte | Arce · Ahumada · Peralta · Domínguez |  |  |

|  | Huracán | 1 - 4 | Banfield                                                          |  |  |
|  | Cantero |       | Adriana Galarza · Teresa Burgos · Marilina Videla · Karina Ibáñez |  |  |

### Fecha 3
|  | Independiente                   | 6 - 1 | Huracán |  |  |
|  | Marisol Medina · Ramos · Britez |       | Cantero |  |  |

| 4 de mayo de 2003 | Banfield                        | 5 - 1 | Estudiantes |  |  |
|                   | Teresa Burgos · Marilina Videla |       | Martínez    |  |  |

|  | River Plate                | 5 - 1 | Gimnasia y Esgrima |  |  |
|  | Lipowski · Arce · Vallejos |       | -                  |  |  |

|  | Platense | 0 - 3 | Sportivo Barracas   |  |  |
|  |          |       | Mercado · Garbarena |  |  |

|  | Los Andes | 0 - 5 | San Lorenzo                                       |  |  |
|  |           |       | Betancourt · Villanueva · Luna · Brusca · Morales |  |  |

### Fecha 4
|  | Los Andes | 0 - 6 | Independiente                                        |  |  |
|  |           |       | Ramos · Paola Sergio · Insaurralde · Ramírez · Cavia |  |  |

|  | San Lorenzo   | 4 - 1 | Platense        |  |  |
|  | Luna · Duarte |       | Verónica Torres |  |  |

|  | Sportivo Barracas | 0 - 5 | River Plate                 |  |  |
|  |                   |       | Domínguez · María Pía Gómez |  |  |

| 11 de mayo de 2003 | Gimnasia y Esgrima | 1 - 1   | Banfield        |  |  |
|                    | Guarracino 18'     | Reporte | Adriana Galarza |  |  |

|  | Estudiantes               | 4 - 3 | Huracán                   |  |  |
|  | Arce · Singano · De Moura |       | Cantero · Cáceres · Verón |  |  |

### Fecha 5
|  | Independiente | 1 - 0 | Estudiantes |  |  |
|  | Ramírez       |       |             |  |  |

|  | Huracán | 1 - 6 | Gimnasia y Esgrima                            |  |  |
|  | Cáceres |       | Yesica Arrien · Guarracino · Gómez · Ciarlone |  |  |

| Mayo de 2003 | Banfield         | 1 - 1 | Sportivo Barracas |  |  |
|              | Mariángeles Lugo |       | Garbalena         |  |  |

|  | River Plate                                   | 5 - 2 | San Lorenzo       |  |  |
|  | Peralta · Bobeda · María Pía Gómez · Vallejos |       | Betancourt · Lugo |  |  |

|  | Platense               | 7 - 0 | Los Andes |  |  |
|  | Torrez · Tegli · Pérez |       |           |  |  |

### Fecha 6
|  | Platense | 0 - 4 | Independiente                |  |  |
|  |          |       | Marisol Medina · Insaurralde |  |  |

|  | Los Andes | 0 - 14 | River Plate                                                     |  |  |
|  |           |        | Lipowski · Arce · Ardais · Peralta · María Pía Gómez · Vallejos |  |  |

|  | San Lorenzo | 0 - 4 | Banfield                          |  |  |
|  |             |       | Romina Musumesi · Marilina Videla |  |  |

|  | Sportivo Barracas                      | 5 - 1 | Huracán |  |  |
|  | Mercado · Garbalena · Souto · Thouzeau |       | Verón   |  |  |

|  | Gimnasia y Esgrima | 1 - 1 | Estudiantes |  |  |
|  | Gómez              |       | De Moura    |  |  |

### Fecha 7
|  | Independiente                    | 2 - 1 | Gimnasia y Esgrima |  |  |
|  | Marisol Medina · Mariela Coronel |       | Guarracino         |  |  |

|  | Estudiantes | 1 - 2 | Sportivo Barracas    |  |  |
|  | Arce        |       | Garbalena · Thouzeau |  |  |

|  | Huracán | 1 - 3 | San Lorenzo        |  |  |
|  | Cantero |       | Baurwell · Morales |  |  |

| 8 de junio de 2003 | Banfield | 13 - 0 | Los Andes |  |  |
|                    | Vanina Correa · Adriana Galarza · Teresa Burgos · Daiana Galván · Karina Ibáñez · Mariángeles Lugo · Vingoy |        |           |  |  |

|  | River Plate                                 | 4 - 0 | Platense |  |  |
|  | Arce · Peralta · Vallejos · María Pía Gómez |       |          |  |  |

### Fecha 8
|  | River Plate                                           | 6 - 1   | Independiente   |  |  |
|  | Lipowski · Jiménez · Vallejos · Bobeda · Paola Sergio | Reporte | Mariela Coronel |  |  |

| 15 de junio de 2003 | Platense | 1 - 4   | Banfield                                             |                            |                            |
|                     | Tegli    | Reporte | Indiana Fernández · Teresa Burgos · Mariángeles Lugo | Árbitro(s): Luis Pentrelli | Árbitro(s): Luis Pentrelli |

|  | Los Andes | 0 - 1 | Huracán |  |  |
|  |           |       | -       |  |  |

|  | San Lorenzo | 1 - 1 | Estudiantes |  |  |
|  | Duarte      |       | De Moura    |  |  |

|  | Sportivo Barracas | 1 - 1 | Gimnasia y Esgrima |  |  |
|  | Garbalena         |       | Guarracino         |  |  |

### Fecha 9
|  | Independiente | 1 - 0 | Sportivo Barracas |  |  |
|  | Paola Sergio  |       |                   |  |  |

|  | Gimnasia y Esgrima                         | 4 - 0 | San Lorenzo |  |  |
|  | Yesica Arrien · Osuna · Guarracino · Rojas |       |             |  |  |

|  | Estudiantes | 1 - 0 | Los Andes |  |  |

|  | Huracán | 1 - 4 | Platense               |  |  |
|  | Salinas |       | Torrez · Teggi · Pérez |  |  |

| Julio de 2003 | Banfield        | 1 - 5   | River Plate                                    |  |  |
| | Marilina Videla | Reporte | Lipowski · Fabiana Vallejos · Claudia Vallejos |  |  |
| Según un boletín del Club Atlético Banfield uno de los goles de River en realidad fue gol en contra de Romina Musumesi. |                 |         |                                                |  |  |

## Campeón
| XXX                    |
| River Plate 8.º título |